# TG106型柴油机车
TG106型柴油机车（俄语：ТГ106）是苏联铁路的液力传动干线货运柴油机车车型之一，由位于乌克兰的卢甘斯克机车制造厂设计制造，于1961年研制成功，仅试制三台并未投入批量生产。

## 发展历史
1961年，卢甘斯克机车制造厂在TG105型柴油机车的研制经验的基础上，开始研制单节六轴4000马力的大功率干线货运液力传动柴油机车，并于同年10月试制了TG106-001号机车。TG106型柴油机车采用双机组设计，机车上分别装有两套完全相同的柴油机、液力传动机组，采用科洛姆纳内燃机车制造厂研制的Д40型柴油机，以及卢甘斯克机车制造厂研制的ГТК-Л1型液力传动装置，单台机组功率为2000马力，机车总功率为4000马力。
TG106-001号机车出厂后，在顿涅茨克铁路局罗德霍夫机务段进行了试运行。1963年底，卢甘斯克机车制造厂又试制了经过改进的TG106-002、003号机车，并配属十月铁路局沃尔霍夫机务段使用。但由于苏联的大功率液力传动装置并不成熟，ГТК-Л1型液力传动装置的缺点是传动效率差，且结构过于复杂，TG106型柴油机车并未获得进一步的发展。

## 技术特点

### 总体结构
TG106型柴油机车是单节六轴的干线货运柴油机车，采用桁架式承载车体，车体由车架、侧墙、司机室、上弦梁、下弦梁等部件焊接成一个完整的箱形结构，司机室焊接在底架上，司机室墙壁夹层内并设有橡胶垫片以减少司机室承受的噪音及振动。机车采用单机双机组设计，车上分别装有两套相同的柴油机、液力传动机组。机车分为五个间隔，为双侧对称结构，两端分别为司机室，中间为冷却室，司机室和冷却室之间为动力室。车体中部下方吊挂着燃油箱、蓄电池箱及总风缸。
机车中部冷却室内设有四组立式布置的散热器，其中两组各装有18节用于冷却柴油机机油的散热器，以及4节用于冷却柴油机冷却水及液力传动工作油的散热器；另外两组各装有24节柴油机冷却水及液力传动工作油的散热器，机油及液力工作油的热量均通过油—水热交换器传递给水—空气散热器。冷却风扇安装在车体顶部，冷却空气从两侧吸入，再通过散热器后由车顶排出。每组散热器设有两台采用静液压驱动的轴流式风扇，由静液压泵、液压马达带动风扇运转，能根据水和油的温度自动调节转速。

### 柴油机
机车装用两台Д40型柴油机，其中001号机车装用4Д40型柴油机，002、003号机车装用1Д40型柴油机，前者采用球墨铸铁曲轴，而后者采用增强氮化钢曲轴。Д40型柴油机是由科洛姆纳内燃机车制造厂研制，是在TEP60型柴油机车所使用的11Д45型柴油机的基础上改进而成，为16气缸、二冲程、二级增压带中间冷却的V型中速柴油机，气缸直径为230毫米，活塞行程为300毫米，气缸夹角为45°，额定转速为每分钟750转，装车功率为2000马力，单位燃料消耗量为165克/有效马力·小时。柴油机采用了二级增压系统，第一级是单级轴流式废气涡轮增压器，第二级是由离心式鼓风机组成的单级机械增压器，两级增压器之间设有增压空气中间冷却器（中冷器）。柴油机重量为10500公斤。

### 传动系统
TG106型柴油机车设有两套完全相同的传动系统液力传动系统，主要包括液力传动箱、变速齿轮箱、中间支承、车轴齿轮箱、万向轴等。液力传动箱设置在靠近车体中部，而柴油机则靠近司机室。柴油机的一端通过弹性联轴节及万向轴驱动齿轮箱及液力传动箱，液力变速箱的主传动轴再通过万向轴与固定在车体底架下部的中间支承相连，然后再通过万向轴、分配齿轮箱（同时作为换向调速箱）、车轴齿轮箱，将扭矩传到轮对上。
机车采用了卢甘斯克机车制造厂研制的ГТК-Л1型液力传动装置，设有两个复合双连式具有向心涡轮的液力变扭器。双连式变扭器对于涡轮和泵轮的轴向力是充分均衡的，而不会传递到输出轴上，但这种传动装置的缺点是传动效率差，且结构过于复杂。变扭器的换档是通过充油及排油来进行，由离心式油泵驱动，充排油压力为2.1公斤/平方厘米，排油时将部分油抽回油箱。机车的前进或后退采用机械换向进行，换向机构由两根换向轴及七个齿轮组成，通过换向操纵机构改变不同的啮合齿轮对。TG106型柴油机车的车轴齿轮箱与TGM10型调车机车相同，采用圆柱—圆锥齿轮传动。此外，液力传动箱并通过辅助输出轴，驱动辅助起动发电机及静液压泵。

### 转向架
机车的走行部为两台三轴转向架，其结构与TG105型机车的转向架基本相同。构架由冲压元件焊接而成，车体全部重量通过四点式旁承由两台转向架支承，牵引力和制动力通过四个弹性牵引拉杆传递。转向架设有两系悬挂，一系独立悬挂装置由轴箱拉杆及螺旋弹簧等组成，静挠度为52毫米；二系悬挂装置为螺旋圆弹簧旁承和摩擦阻尼器，静挠度为72毫米；两系悬挂均设有橡胶减震器以吸收高频振动。轮对采用锻钢车轮，新轮直径为1050毫米，制动装置采用单侧闸瓦踏面制动。包括车轴齿轮箱及万向轴的转向架总重约为20吨。

## 参看
- TG102型柴油机车
- TGP50型柴油机车